# Полянівка
Поля́нівка (до 1945 — Ейгенфельд) — село в Україні, у Мелітопольському районі Запорізької області. Входить до складу Семенівської сільської громади. Населення становить 604 осіб.

## Географія
Село Полянівка розташоване на правому березі річки Малий Утлюк, вище за течією на відстані 2 км розташоване село Мар'ївка, нижче за течією на відстані 6 км розташоване селище Якимівка, на протилежному березі — село Золота Долина. Селом тече балка Малий Утлюк.

## Історія

### Російська імперія
Село було засноване в 1847 році німцями-менонітами з Пришибських колоній й назване Ейгенфельд (Eichenfeld), що перекладається з німецької мови як «дубове поле».
З 1861 року в селі існував лютеранський прихід, а в 1897 році відкрилася церква (кірха). Розповідають, що церква була побудована після того, як одна німецька сім'я, що ходила в інше село хрестити дитину, загинула на зворотному шляху, переходячи річку по льоду. Церква, побудована в готичному стилі, пережила і більшовицько-українську, і німецько-радянську війну, і була зруйнована лише в 1950-і роки, у хрущовську антирелігійну кампанію.
Станом на 1886 рік в колонії німців Ейгенфельд, центрі Ейгенфельдської волості Мелітопольського повіту Таврійської губернії, мешкало 660 осіб, налічувалось 46 дворів, існувала школа. За 7 верст — цегельний завод. За 8 верст — поштова станція. За 15 верст — черепичний завод, цегельний завод.
У 1910–1915 роках в селі видавалася газета «Дер Ландвірт» («Der Landwirt», що німецькою означає «фермер»).

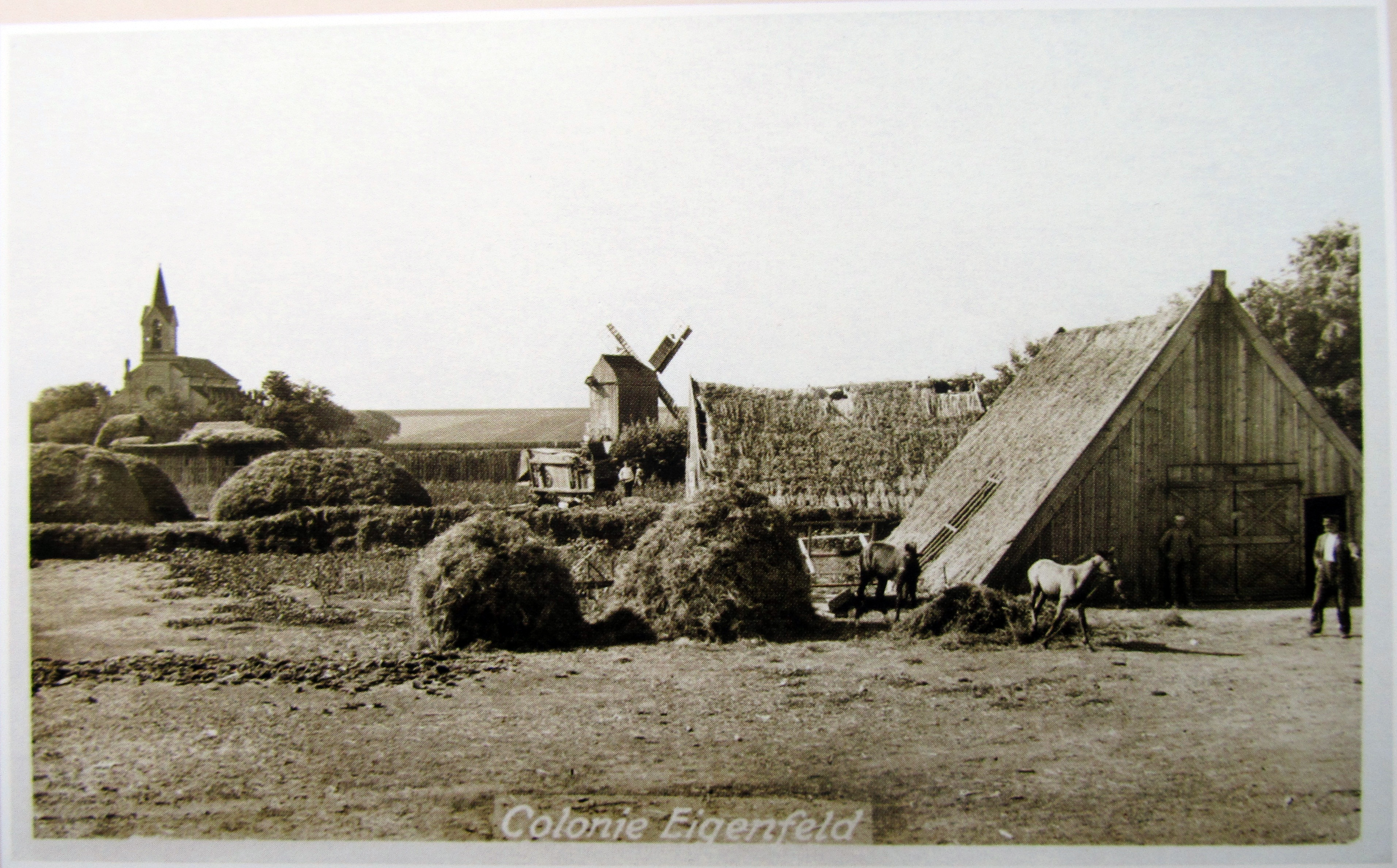
Колонія Ейгенфельд. 1918
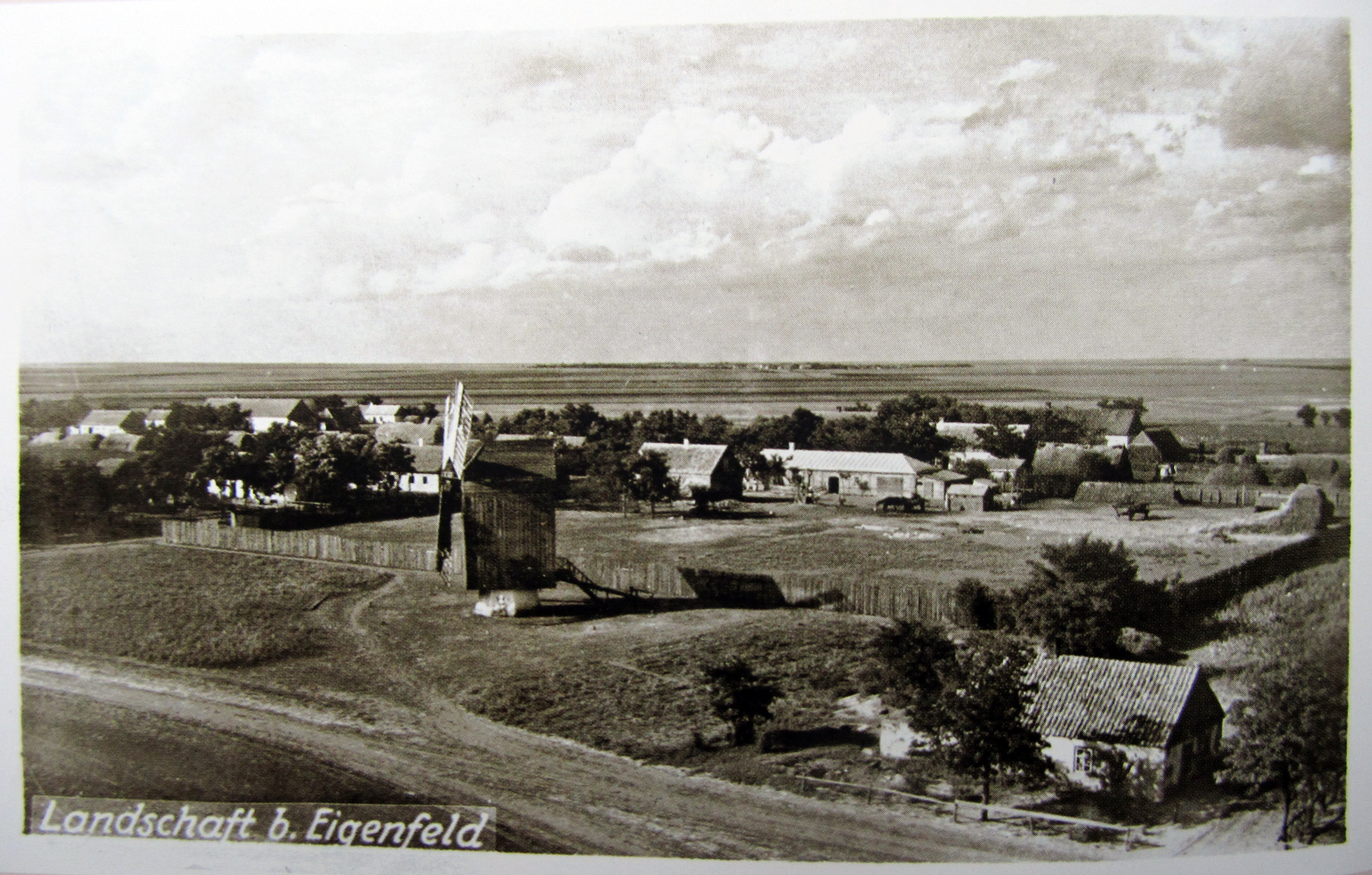
Загальний вигляд колонії Ейгенфельд. 1918

### Радянський Союз
У 1926 році Ейгенфельд став центром сільської ради. В голодомор 1932—1933 років 17 жителів села померли від голоду.
У 1941 році, після початку німецько-радянської війни, німці з села були депортовані. Операція з депортації етнічних німців і менонітів, що проживають в селах Мелітопольського району була розпочата органами НКВД 25 вересня 1941 року, а вже на початку жовтня село було зайняте німецькими військами.
1945 році село було перейменоване в Полянівку.
У 1958-1979 роках Полянівка входила до складу колгоспу-мільйонера «Україна», центральна садиба якого розташовувалася в Новгородківці. В 1979 році колгосп був розукрупнений, і Полянівка, Золота Долина і Мар'ївка утворили новий колгосп «Золота Долина».

### НезалежнаУкраїна
З 1991 року село входить до складу незалежної України.
Полянівка важко перенесла економічну кризу 1990-х років. Сільськогосподарські підприємства банкрутували і реорганізовувалися. Спроби сільської влади залучити в село інвесторів успіхом не увінчалися. Безробіття, яке виникло в 1990-ті роки досі залишається серйозною проблемою Полянівки, викликаючи відтік населення, особливо молоді, із села.
Полянівський дитячий садочок був розібраний на будматеріали, і тепер дітей возять в Лазурне в дитсадок «Сонечко».
Будівля сільського клубу також була розібрана, і з 2006 року клуб працює в будівлі колишнього магазину-бару. Тут проводяться урочисті заходи, працюють гуртки для дітей, займається фольклорний ансамбль «Берегиня».
До 2019 року було центром Полянівської сільської ради.

## Економіка
Основу економіки Полянівки складають сільськогосподарські підприємства: ТОВ «Магістраль-Сервіс», фермерські господарства «Степне-2001», «Квітневе», «Таврія» та інші.
Всього на 2007 рік в Полянівці було 12 орендарів і 9 фермерських господарств, 69 осіб обробляли землю індивідуально. Решта полянівців здавали свої земельні паї в оренду.

## Об'єкти соціальної сфери
- Школа. Полянівська школа — єдина на території сільради, і в неї возять учнів з навколишніх сіл: Золотої Долини, Лазурного і Мар'ївки. Всього в школі 120 учнів.[7]
- Дільнична лікарня[8]. У лікарні працює стаціонар на 10 ліжок. Лікарня знаходиться в будівлі початку XX століття. Капітальний ремонт будівлі не проводився з 1980-х років.[9]

## Постаті
- Мінченко Олександр Степанович (1980—2017) — солдат Збройних сил України, учасник російсько-української війни.